# Зарцбюттель
Зарцбюттель (нем. Sarzbüttel) — коммуна в Германии, в земле Шлезвиг-Гольштейн. 
Входит в состав района Дитмаршен. Подчиняется управлению КЛьГ Мельдорф-Ланд.  Население составляет 731 человек (на 31 декабря 2010 года). Занимает площадь 13,39 км².